# Orville (Côte-d’Or)
Orville ist eine französische Gemeinde mit 177 Einwohnern (Stand 1. Januar 2022) im Département Côte-d’Or in der Region Bourgogne-Franche-Comté. Sie gehört zum Arrondissement Dijon und zum Kanton Is-sur-Tille.

## Geographie
Orville liegt rund 30 Kilometer nordöstlich von Dijon am Fluss Venelle. Nachbargemeinden sind Selongey im Norden, Véronnes im Südosten und Til-Châtel im Südwesten.
Das Gemeindezentrum befindet sich etwa 500 m östlich der Autoroute A21 an der Nationalstraße 74, die durch den Ort führt.

## Bevölkerung
| Jahr                       | 1962 | 1968 | 1975 | 1982 | 1990 | 1999 | 2006 | 2014 | 2019 |
| Einwohner                  | 213  | 244  | 255  | 234  | 182  | 214  | 204  | 173  | 170  |
| Quellen: Cassini und INSEE |      |      |      |      |      |      |      |      |      |